# Università delle Forze armate tedesche di Monaco
L’Università delle Forze armate tedesche di Monaco (in tedesco Universität der Bundeswehr München, abbreviato UniBw M) è un'università tedesca, una delle due università delle Forze armate tedesche (l'altra è l'Università delle Forze armate tedesche di Amburgo).
L'università offre corsi di laurea triennali e magistrali, dottorati e corsi di studio post-dottorato. Comprende sia studi ad orientamento più teorico che insegnamenti di competenze professionali sul modello delle Fachhochschule.

## Storia
Nel 1970 l'allora ministro della difesa Helmut Schmidt decise che era necessario aumentare la preparazione accademica degli ufficiali militari in Germania. Dopo circa due anni di preparazione furono così istituite le due università delle Forze armate, il cui scopo era di conciliare la vita militare con le necessità degli studi.
I professori sono sempre stati civili, mentre gli studenti erano fino al 2003 solo militari. Da quell'anno sono ammessi, a pagamento, anche studenti civili.
Dal 2007 l'università ha aderito al processo di Bologna, armonizzando i propri titoli accademici con quelli dello Spazio europeo dell'istruzione superiore.